# Pavel Latuška
Pavel Paŭlavič Latuška (in bielorusso Па́вел Паўлавіч Лату́шка?, in russo Па́вел Па́влович Лату́шко?, Pavel Pavlovič Latuško; Minsk, 10 febbraio 1973) è un politico bielorusso, in precedenza ministro della Cultura della Bielorussia dal 2009 al 2012.
Successivamente ha lasciato il paese, vivendo in esilio a Varsavia e al contempo divenendo uno dei principali oppositori politici di Aljaksandr Lukašėnka; nel marzo 2023 un tribunale bielorusso lo ha condannato in contumacia a 18 anni di reclusione
Nel 2023 ha partecipato al Forum delle Nazioni Libere della Post-Russia.